# 密蘇里州學院和大學列表
以下是密蘇里州目前运营的公立和私立高等教育机构列表。
 公立 
- 密蘇里州立大學 (Missouri State University)
- 密蘇里大學系統
  - 密蘇里大學（University of Missouri）
  - 密蘇里大學堪薩斯城分校 (University of Missouri–Kansas City)
  - 密蘇里科技大學（Missouri University of Science and Technology）

 私立 
- 芳邦大學 (Fontbonne University)
- 聖路易斯大學（Saint Louis University）
- 華盛頓大學 （聖路易斯市）（Washington University in St. Louis）
- 韦伯斯特大学（Webster University）